# Bataille de Cañada Strongest
Guerre du Chaco
La bataille de Cañada Strongest est livrée du 13 au 25 mai 1934 pendant la guerre du Chaco. Considérée comme le plus brillant succès bolivien du conflit, elle prend fin avec la reddition de 1 556 soldats paraguayens.

## Sources
- (en) Charles J. Kolinski, Historical dictionary of Paraguay, Metuchen, N.J, Scarecrow Press, coll. « Latin American historical dictionaries series » (no 8), 1973, 282 p. (ISBN 978-0-810-80582-8)
- (en) Robert L. Scheina, Latin America's Wars Volume II : the Age of the Professional Soldier, 1900-2001, Dulles, Potomac Books Inc, 2014, 1395 p. (ISBN 978-1-597-97478-3, lire en ligne)